# فؤاد العروي
فؤاد العروي (وجدة، 12 أغسطس 1958) مؤرخ وروائي مغربي، أصدر أول رواية له سنة 1996 وتوالت إصداراته الروائية إلى أن أبان عن علو كعبه في التأليف الروائي وبرز بأسلوبه الروائي الساخر.

## نشأته
اختير عن سن العاشرة ليلج ثانوية ليوطي، الثانوية الفرنسية في الدار البيضاء. تابع دراسته بالمدارس العليا الفرنسية المختصة في المعادن والجسور، ليتخرج منها مهندسا ويعهد إليه بتسيير أحد مناجم الفوسفاط بمدينة خريبكة التابعة للمكتب الشريف للفوسفاط. وفي سنة 1989، ضاق العروي ذرعا بأحوال المغرب وجموده، فقرر التخلي عن كل شيء والرحيل إلى أوروبا، فانتقل إلى دوقية يورك بإنجلترا، حيث حصل على درجة الدكتوراة في العلوم الاقتصادية قبل أن ينتقل إلى هولندا سنة 1998 ويصبح رئيس وحدة بحث بـ جامعة أمستردام، ويُدرس الأدب الفرنسي والثقافة والتاريخ العربي بنفس الجامعة.

## من مؤلفاته
- أسنان خبير المساحة.
- المنتحل الصغير.
- أي حب مجروح.
- الدراما اللغوية المغربية، إصدار دار النشر «الفنك» 2010 .
- قضية بنطال داسوكين الغريبة، إصدار دار النشر الفرنسية جوليار، 2012.
- احترسوا من المظليين، رواية صادرة عن دار النشر فاصلة سنة 2023؛
- سيدة الرياض العجوز (رواية) صادرة عن دار النشر فاصلة/ 2023

## الجوائز
- فاز فؤاد العروي عام 1996 بجائزة ألبير كامي عن روايته «أسنان خبير المساحة»، التي تجمع ما بين الملهاة والمأساة.
- جائزة غونكور للقصة لسنة 2013 عن مجموعة قصصه «قضية بنطال داسوكين الغريبة».[2]

## افراد من عائلته
عمه : عبد الله العروي